# Josef Kiechl (Bildhauer)
Josef Kiechl (* 16. Oktober 1757 in Imst, Habsburgermonarchie; † 7./8. Oktober 1829 in Wien, Kaisertum Österreich) war ein österreichischer Bildhauer und Erzgießer.

## Leben und Wirken

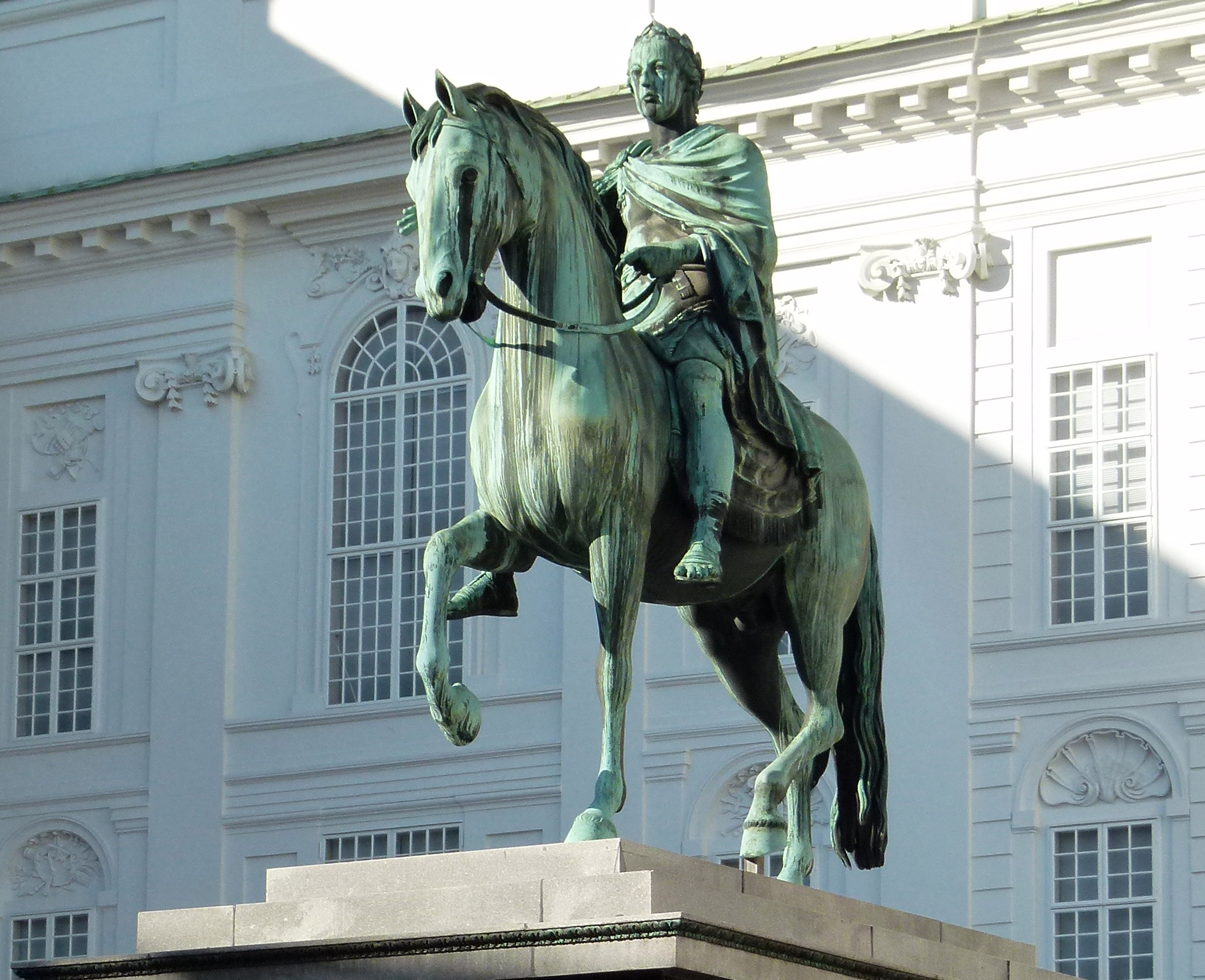
Das Reiterdenkmal Joseph II. am Josefplatz in Wien, an dem Kiechl an der Seite von Franz Anton von Zauner mitwirkte.

Josef Kiechl wurde am 16. Oktober 1757 als Sohn eines Bergknappen und Vogelhändlers in Imst in Tirol geboren. Laut anderen Quellen ging sein Vater auch dem Beruf des Maurers nach; laut derselben Quelle gilt auch der Beruf des Vogelhändlers als gesichert. Durch sein frühes Talent für die Kunst wurde er zum Bildhauer und Bildgießer und lieferte als solcher zahlreiche bedeutende Arbeiten ab. Als Schüler und Gehilfe von Franz Anton von Zauner, ebenfalls ein Tiroler, wurde er zur Mitarbeit am Reiterdenkmal Joseph II., das noch heute am Josefplatz in Wien steht, herangezogen. Für das 1806 fertiggestellte Werk wurde Zauner im darauffolgenden Jahr vom Kaiser Franz I. der Adel als Edler von Falpetan verliehen. Die Werke Kiechls gehören dem Klassizismus in der Nachfolge Zauners an. Zu weiteren Werken Kiechls zählen eine Büste des Professors und späteren Appellationsrates Franz Xaver Jellenz, die er im Jahre 1806 für die Universität Innsbruck gegossen hat. Des Weiteren schuf er im Jahre 1824 eine 50 cm hohe und goldfärbige Büste des Kaisers Franz aus Bronze, die er dem Tiroler Landesmuseum zukommen ließ. Später kam die Büste über einen Ankauf des Belvederes von Eduard Fürst Schönburg-Hartenstein nach Wien. Dem Tiroler Landesmuseum machte Kiechl auch einen kunstvoll geschnitzten und später bronzierten Armleuchter zum Geschenk. Über sein weiteres Leben und über weitere Werke ist nichts überliefert. Am 7. bzw. 8. Oktober 1829 starb Kiechl wenige Tage vor seinem 72. Geburtstag in Wien.